# Villarroya de los Pinares
Villarroya de los Pinares là một đô thị trong tỉnh Teruel, Aragon, Tây Ban Nha. Theo điều tra dân số 2004 (INE), đô thị này có dân số là 190 người.

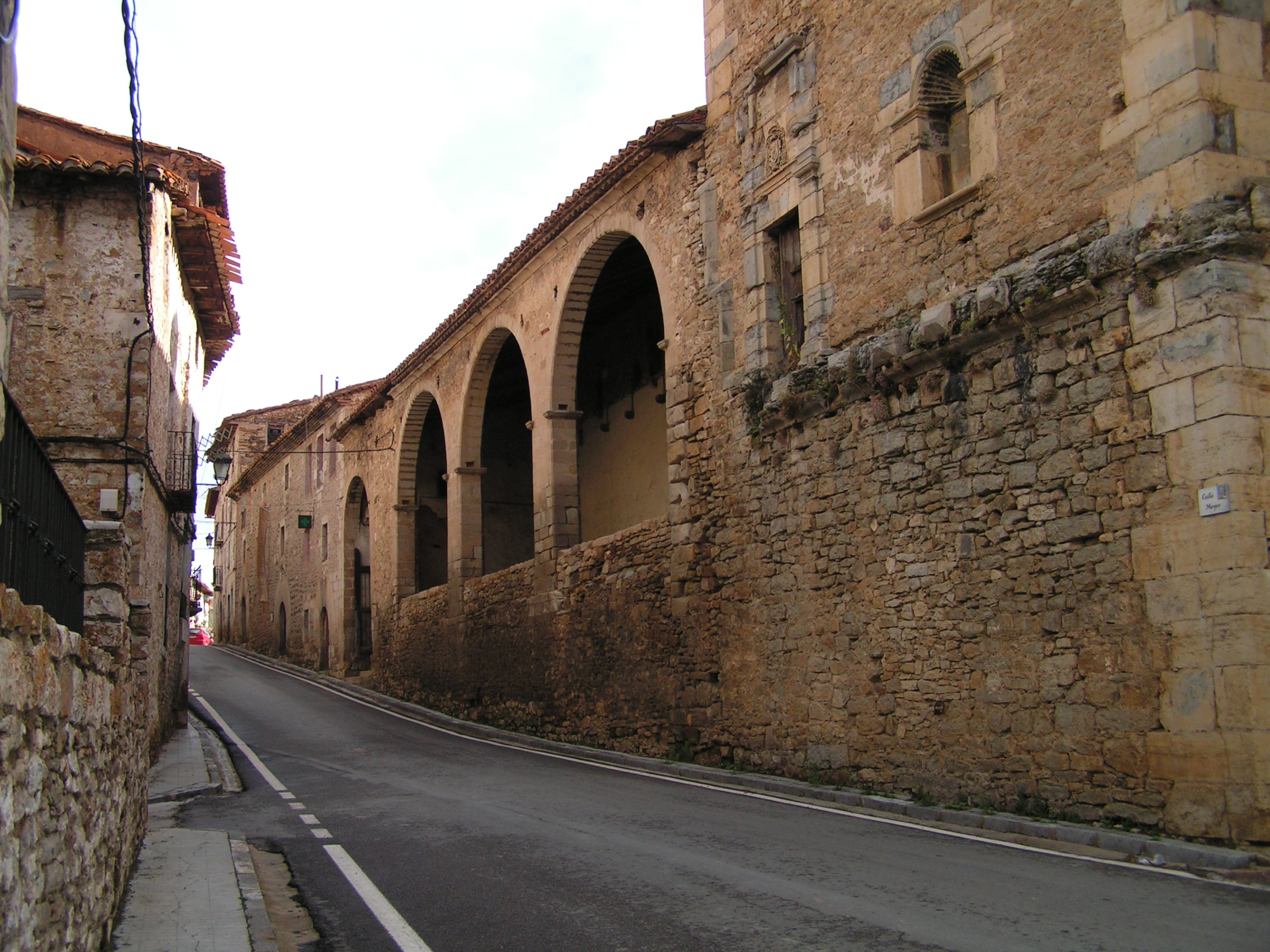
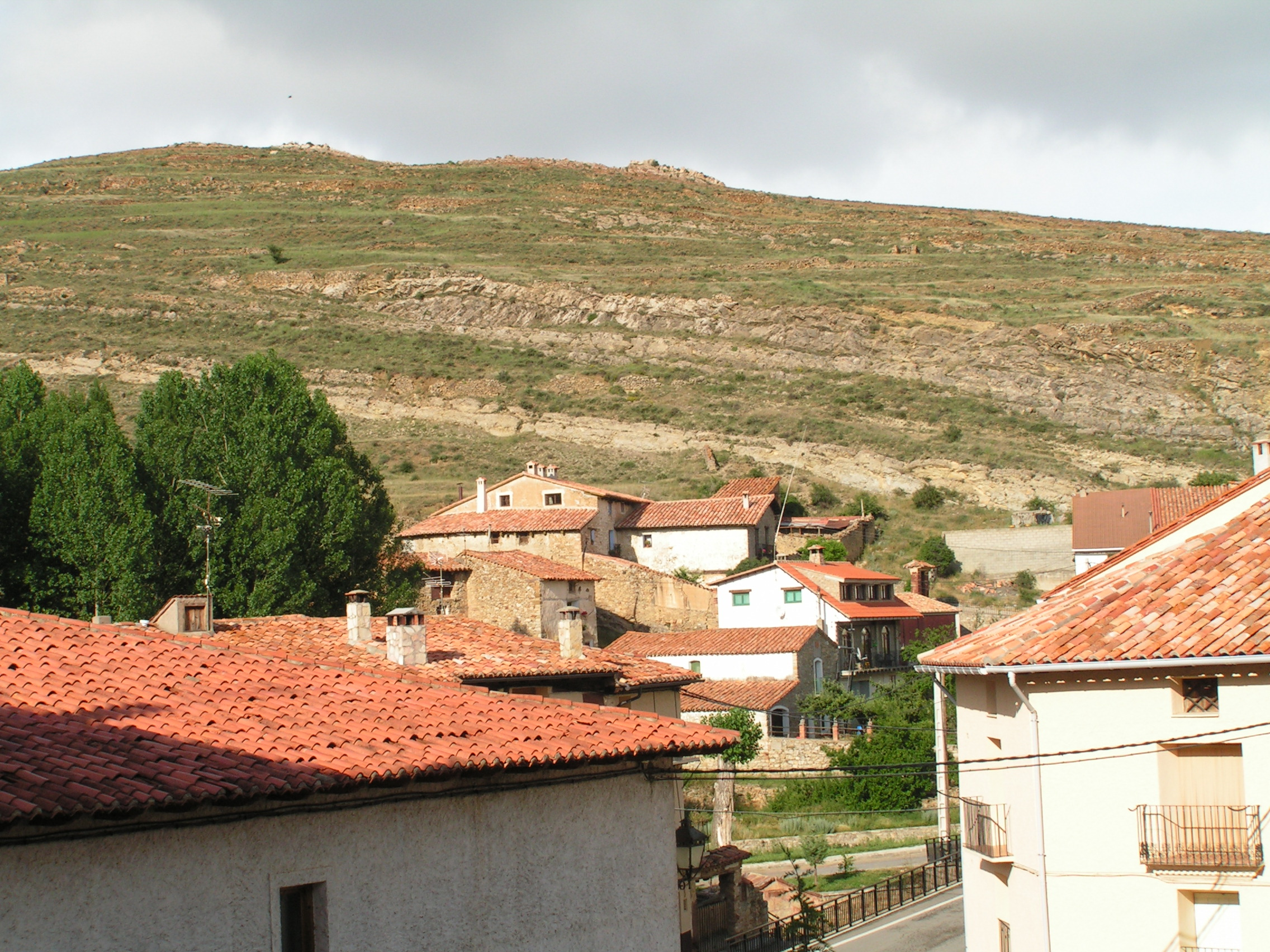
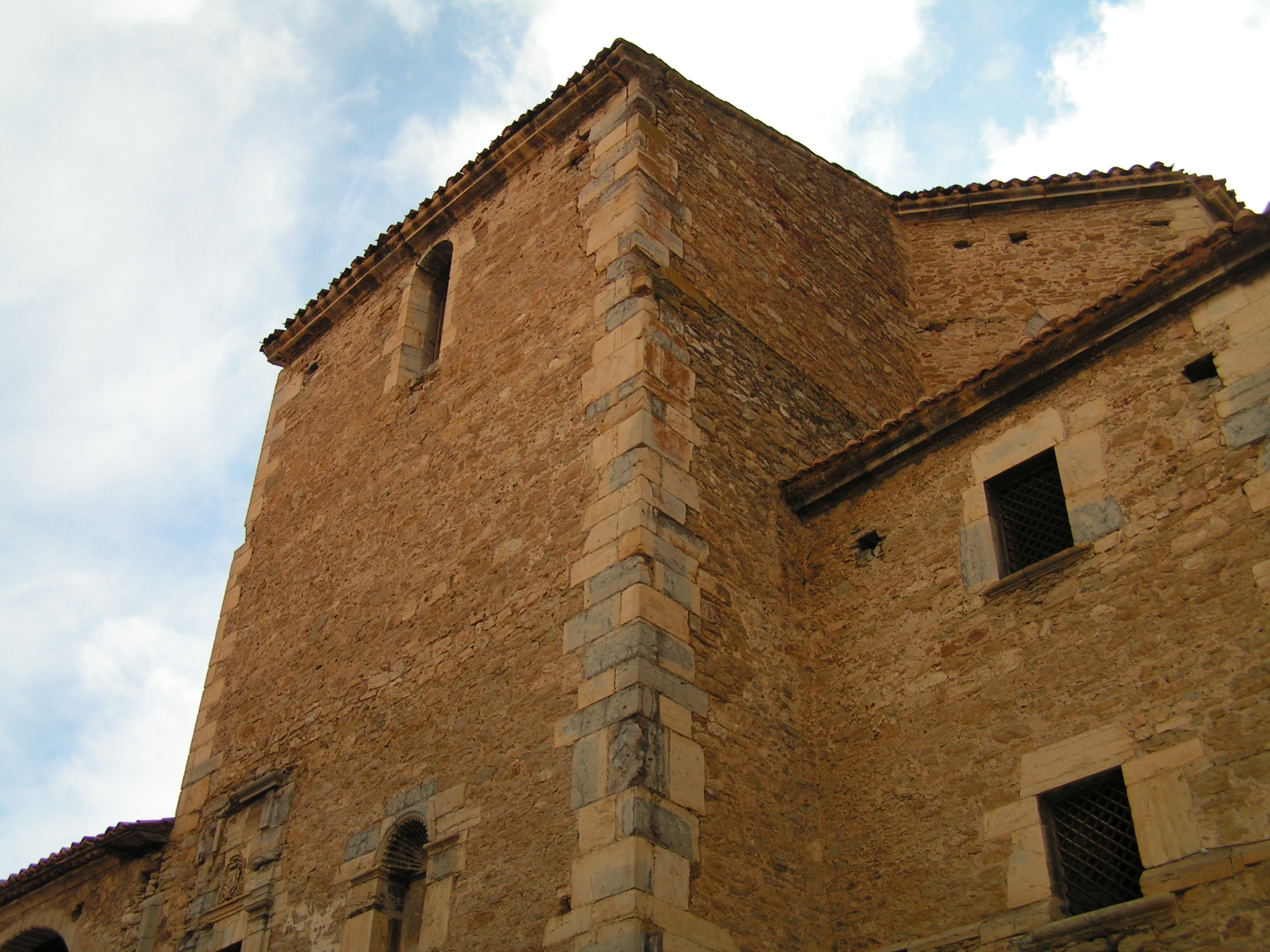